# Андрология
Андрологията (от гръцки: αντρας, andras – „мъж“ и logos – „слово“, „наука“) е медицинска наука, изучаваща структурата, функциите и заболяванията на мъжката полова система и особено стерилитета при мъжа.
Андрологията е интердисциплинарна специалност, съчетаваща в себе си познания от урология, ендокринология, имунология и генетика.
В Република България андрологията не е отделна специалност, а е профил на медицинската специалност урология.